# Megalitismo
El término megalitismo procede de las palabras griegas mega (μεγας) grande y lithos (λιθος), piedra. Aunque en sentido literal podemos encontrar construcciones megalíticas en todo el mundo, desde Japón a los gigantes de la Isla de Pascua, en sentido estricto muchos autores únicamente denominan megalitismo al fenómeno cultural cuyo foco se localiza en el Mediterráneo occidental y la Europa atlántica, que se inicia a partir de finales del Neolítico y dura hasta la Edad del Bronce y que está caracterizado por la realización de diversas construcciones hechas con grandes bloques de piedra escasamente desbastados y denominados megalitos. Así, según estos investigadores, cuando se habla de megalitismo no se deberían incluir las construcciones ciclópeas correspondientes a otras dinámicas culturales como las del Bronce egeo, las baleáricas o las sardas, ni mucho menos las de Egipto o Polinesia.

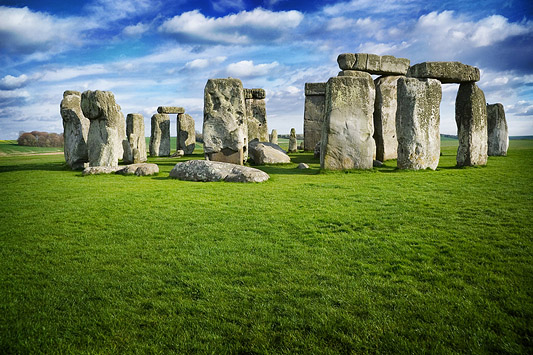
Stonehenge (en Wiltshire, Gran Bretaña) es una de las estructuras megalíticas mejor conocidas del mundo.

Se encuentran grandes monumentos megalíticos diseminados por buena parte de Europa occidental, pero los focos más importantes se encuentran en Bretaña, sur de Inglaterra e Irlanda, y sur de España y Portugal.
Este fenómeno se identifica esencialmente con la construcción de tumbas monumentales del tipo dolmen (en bretón mesa de piedra), en cuyo interior se fue enterrando sucesivamente a los fallecidos de un grupo humano, apartándose cuidadosamente los huesos de los anteriores difuntos (enterramientos colectivos). Los dólmenes pueden ser simples o de corredor, en galería, o cistas, y la mayoría estuvieron inicialmente cubiertos por un túmulo de tierra o piedras, que actualmente suele haber desaparecido en su mayor parte. Además de los dólmenes, dentro del contexto megalítico, se pueden encontrar otra tipología constructiva no funeraria denominada menhir, monolito hincado en el suelo que puede aparecer aislado o formando alineaciones (en Carnac) o círculos (henges, como en Stonehenge). También abundan los crómlech, círculos de piedras más o menos grandes que rodeaban el túmulo de un dolmen, los tholoi, los falsos dólmenes y las cuevas artificiales.

## Proceso de construcción

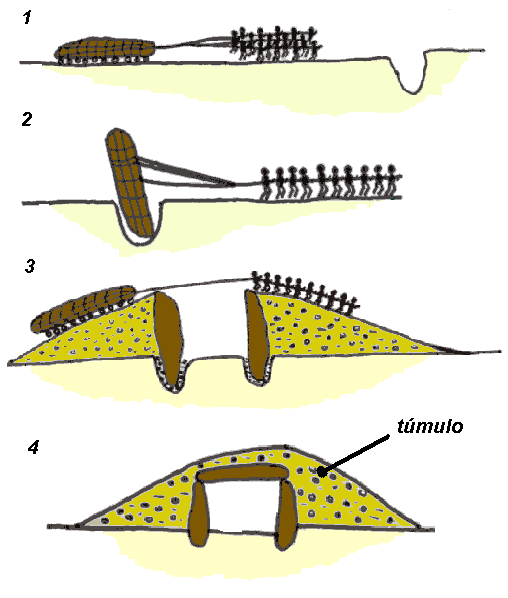
Proceso de construcción de un megalito.

El proceso constructivo de un megalito comenzaba en la cantera donde se extraían los grandes bloques de piedra. De allí se transportaban (1) sobre troncos y ramas hasta el lugar elegido para la erección del monumento. En este lugar se dejaban caer los bloques verticales en un estrecho hoyo previamente excavado (2) y después se ajustaban hasta dejarlos en posición vertical, tras lo cual se rellenaba el hoyo para fijarlos firmemente. En el caso de los menhires el proceso quedaba terminado, pero para la erección de un dolmen se continuaba con la tarea más difícil, consistente en colocar el bloque o bloques horizontales.Para ello se hacían terraplenes a ambos lados de los ortostatos, hasta alcanzar la misma altura que estos (y muy probablemente se llenaba también de tierra el espacio entre ambas paredes, que luego se vaciaba) . Por estos terraplenes se transportaba el bloque horizontal (3) hasta dejarlo colocado correctamente, tras lo cual se cubría todo de tierra, dando lugar al túmulo (4). Tal hipótesis de construcción ha sido comprobada en la práctica por varios equipos de investigación, entre ellos el de J.P. Mohen, que en 1979 construyó en Francia un dolmen valiéndose de doscientos hombres y cuya losa superior tenía un peso de 32 toneladas.
Estudios realizados en Wessex, en el sur de Inglaterra, mostraron que construir la fase final de Stonehenge exigió unos 30 millones de horas de trabajo, llevadas a cabo por una mano de obra procedente de toda la región. Para el gran túmulo de Silbury Hill, en la misma región, se necesitaron 18 millones de horas y fue levantado en solo dos años, según su excavador. Cada uno de los henges menores de Wessex supuso del orden de un millón de horas de faena, o lo que sería lo mismo, 300 personas trabajando un año entero.

## Desarrollo

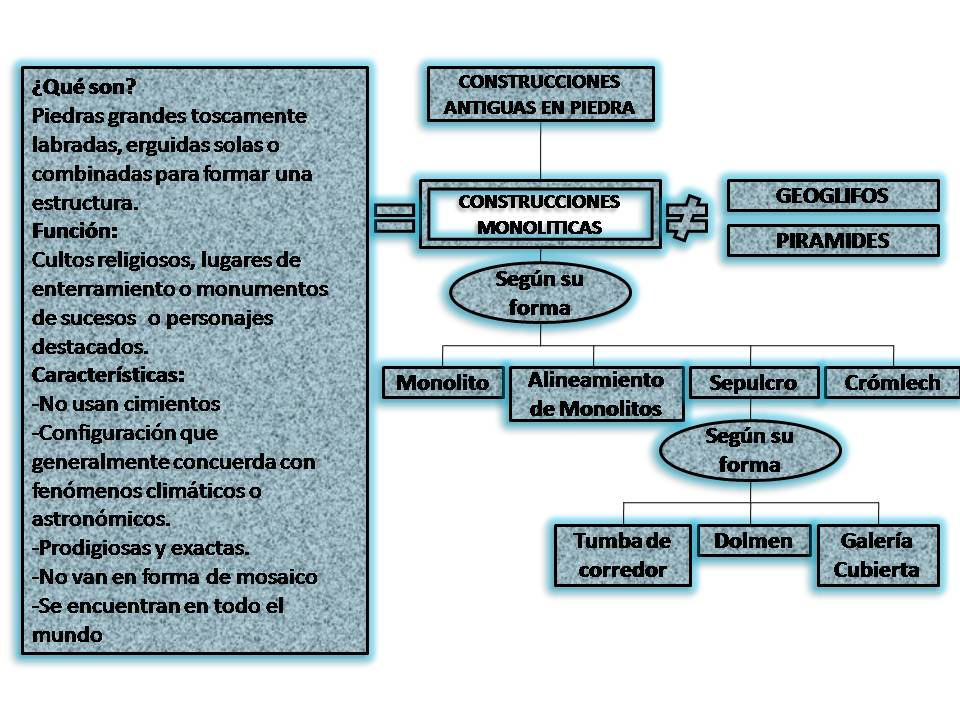
Construcciones monolíticas.

Aunque inicialmente se pensaba que los monumentos más sencillos eran necesariamente más antiguos y que fueron ganando en complejidad a lo largo del tiempo, ahora se sabe que no siempre fue así: en Bretaña se construyeron a partir del V milenio a. C. grandes conjuntos megalíticos, mientras que en el II milenio a. C. se hacían de menor tamaño.
Las construcciones megalíticas funerarias más antiguas se erigieron en el sudoeste de Iberia hacia el 4800 a. C. (Dolmen  de Alberite, Cádiz), mientras que en Carrowmore, en el Sligo, Irlanda, han sido datados hacia el 3700 a. C. y son anteriores a cualquier vestigio conocido de agricultura en la región. Están relacionados con tribus de cazadores-recolectores y algunos de los enterramientos presentan indicios de descarnación, cremación, sacrificios rituales y canibalismo.
El periodo más extenso de construcciones megalíticas se localiza en el sudoeste ibérico, donde abarca aproximadamente desde 4800 a. C. hasta 1300 a. C., comprendiendo los períodos entre el Neolítico y la Edad del Bronce, aunque  hacia 3800 a. C. se levantaron megalitos en Bretaña y en el occidente de Francia, mientras que entre 3500 y 3000 a. C. este fenómeno se extendió por prácticamente todas las poblaciones de la vertiente atlántica europea, hasta entonces carentes de nexos culturales comunes. Hay quien piensa que la pesca de altura, particularmente la del bacalao, pudo servir como medio de transmisión.

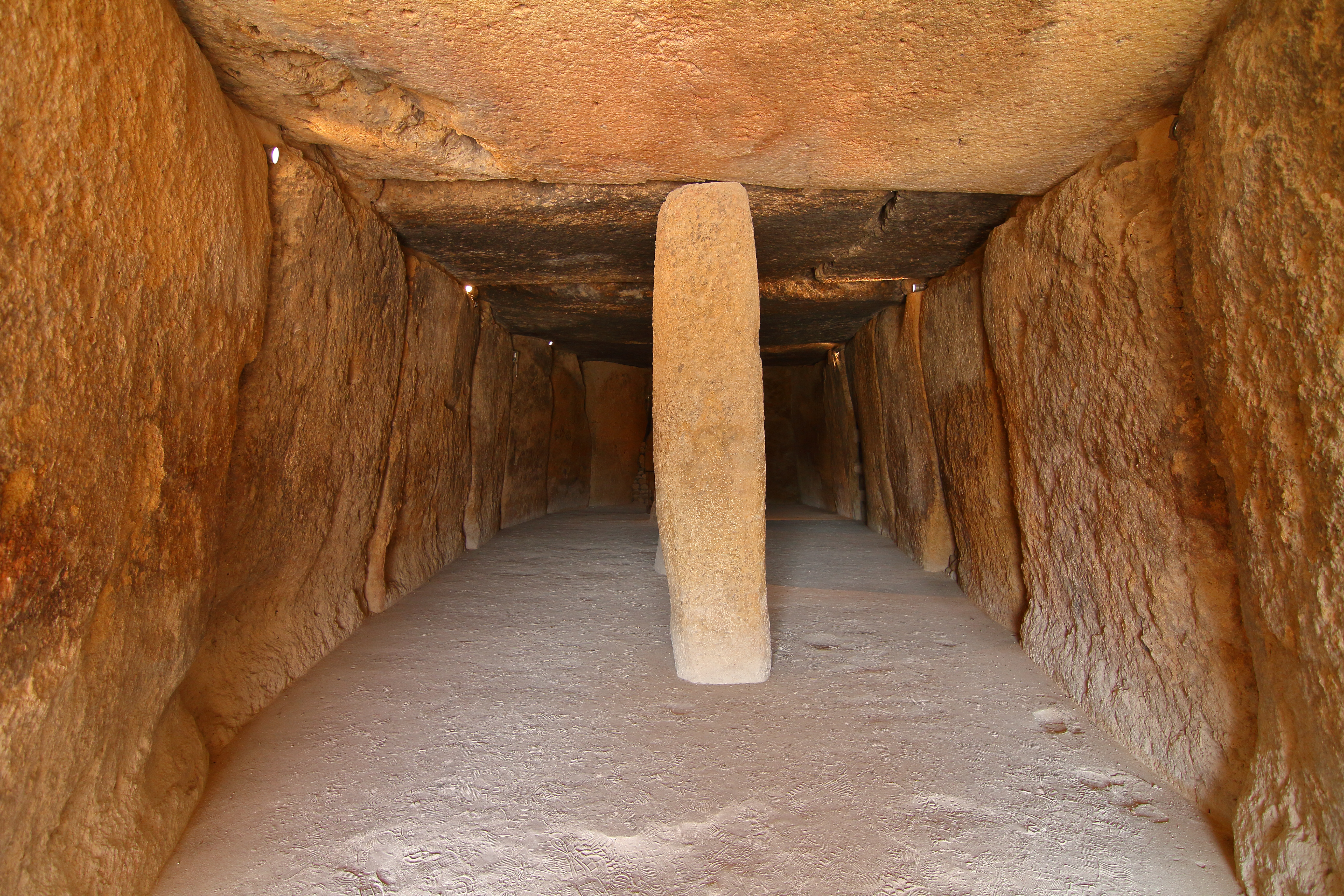
Interior de la Cueva de Menga, Antequera (Málaga, España). Dolmen evolucionado a tumba de corredor: cámara funeraria precedida de un amplio corredor formado por grandes piedras.

Desde finales del V milenio y durante todo el IV milenio a. C. en Córcega se habilitaron hipogeos colectivos con antecámara y varias cámaras decorados con imágenes relacionadas con el culto al toro. A partir de 3100 a. C., se observan en el foco portugués y en sus inmediaciones importantes innovaciones en la construcción funeraria: cuevas artificiales y tholoi. Desde 3100 a. C. y hasta 2200 a. C. se desarrollaron poblaciones fortificadas en el sudoeste y sudeste ibéricos, formándose así las primeras y únicas sociedades complejas implicadas en el fenómeno megalítico: las culturas de Vila Nova (estuario del Tajo) y Los Millares (Almería). También allí se detecta un notable incremento del comercio ultramarino, importando ámbar de Escandinavia, así como marfil y cáscara de huevo de avestruz de África. En este período comienza también a apreciarse la aparición del fenómeno megalítico en zonas que no pueden considerarse estrictamente atlánticas, tanto de Europa central como del Mediterráneo occidental.
Durante el IV milenio a. C. se construyeron en Gran Bretaña unas plataformas circulares ceremoniales rodeadas por postes de madera y con fosos concéntricos internos, que a partir del 3000 a. C. fueron siendo sustituidas por los complejos círculos de ortostatos conocidos como henges.
El despliegue del complejo cultural campaniforme a partir de Vila Nova hacia el 2900 a. C., confirma a las culturas del sur de la península ibérica como focos megalíticos todavía en pleno apogeo por esas fechas.

## Tipologías
Sus tipos básicos son el menhir y el dolmen, pero su agrupamiento, la combinación de ambos o una mayor complejidad, dan lugar a una tipología más variada en la que encontramos alineamientos (como el de Carnac, en Francia), cromlech (como el Stonehenge, en Inglaterra) y dólmenes de corredor y cámara, abundantes en Andalucía como es el caso de Valencina (Matarrubilla, La Pastora, Ontiveros, Montelirio), Trigueros (Soto) o Antequera (Menga, Viera y El Romeral). 

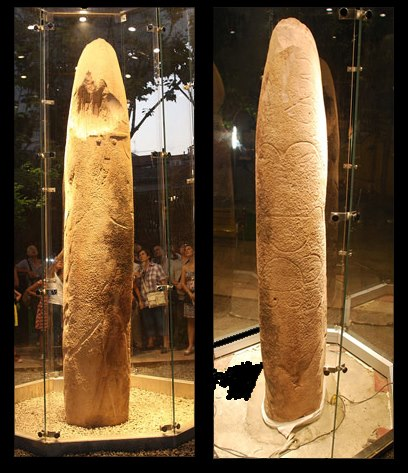
Estàtua-menhir del Pla de les Pruneres (Mollet)

La palabra menhir procede del bretón, idioma en el que significa "piedra larga" (de men o maen = piedra e hir = larga). Consiste en un único megalito (monolito) hincado en el suelo verticalmente y no se le puede adjudicar un uso claramente funerario. A veces se presentan agrupados en hileras, dando lugar a un alineamiento como el de Carnac; también pueden presentarse formando círculos constituyendo entonces un crómlech, cuyos ejemplos más sofisticados son los henges de Inglaterra. También existe la tipología de estatua-menhir, con toda una serie de características propias, siendo una representación antropomorfa esculpida y/o grabada sobre un menhir.
Más complejo que el menhir es el dolmen, término procedente también del bretón que significa «mesa de piedra» (de dol = mesa y men = piedra). El dolmen está formado por dos o más ortostatos sobre los que se apoya una losa colocada horizontalmente. En España son abundantes, destacando entre otros los de Dombate (Galicia), Sakulo (Navarra), Laguardia y Eguilaz (Álava), Monte Areo (Asturias), Tella (Aragón), Pedra Gentil (Cataluña), Lácara y El Mellizo (Extremadura). 
Una variedad más compleja de este último tipo es el dolmen de corredor y cámara, que consta de un pasillo o galería que conduce hasta una o dos cámaras. Tanto el pasillo como la cámara pueden presentar un plano regular o irregular; los de pasillo regular llevan a una cámara también regular, y bien diferenciada, de forma circular (como ocurre en el caso de El Romeral) o cuadrada (Viera), que también puede estar cubierta no por megalitos sino por una falsa bóveda, como ocurre en Los Millares (Almería). A veces aparece una cámara secundaria y más pequeña situada en el mismo eje longitudinal de la edificación y comunicada con la principal mediante otro corto pasillo (El Romeral). En los de plano irregular no hay separación clara entre pasillo y cámara, pareciendo esta un mero ensanchamiento del pasillo; a diferencia de los corrientes su cubierta es adintelada y está formada por grandes megalitos (Menga). En todos los casos este tipo de construcciones estuvieron recubiertos por un túmulo de tierra de varios metros de diámetro, como colinas artificiales, que les dan aspecto de cueva, motivo por el que, a veces y popularmente, se les denomina "cuevas", como ocurre en Antequera.

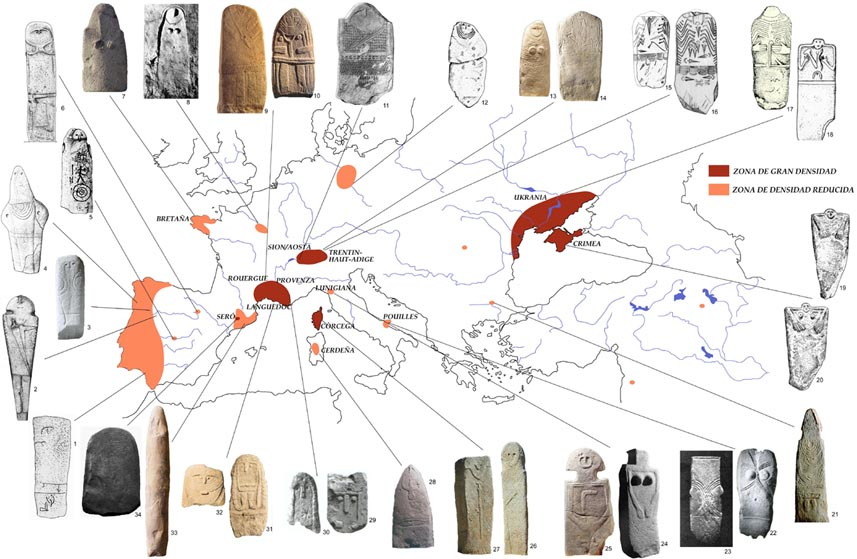
Mapa con la distribución de estatuas-menhir en Europa

## Cronología

### Epipaleolítico

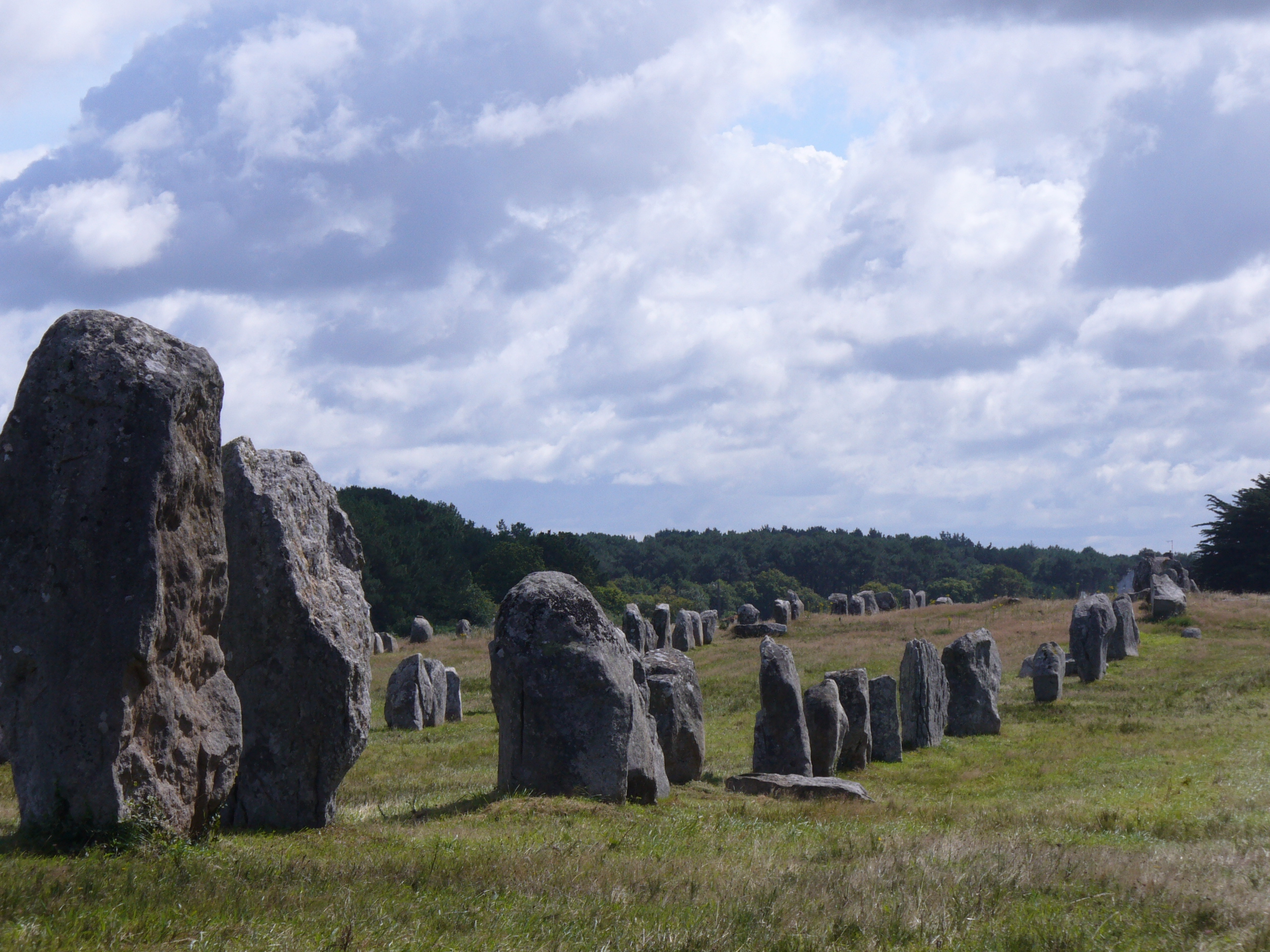
Alineación de menhires en Le Ménec, Carnac, Bretaña (4500-2300 a. C.).

Las excavaciones llevadas a cabo en algunos monumentos británicos, irlandeses, escandinavos y franceses han revelado la existencia de actividades rituales en ellos desde el Epipaleolítico, elevando su antigüedad de uso en siglos e incluso milenios, aunque tales datos están sujetos a controversia:
- Circa 5400 a. C.: posibles fechas iniciales para Carrowmore (Irlanda).

### Neolítico
- Circa 5000 a. C.: construcciones en Évora (Portugal). Comienzo del Neolítico atlántico.
- Circa 4800 a. C.: construcciones en Bretaña y Poitou (Francia).
- Circa 4300 a. C.: generalización de las construcciones con ejemplos en Carnac (Bretaña), centro y sur de Francia, Córcega, España, Portugal, Gran Bretaña y Gales.
- Circa 3700 a. C.: construcciones en distintos puntos de Irlanda.
- Circa 3600 a. C.: Ggantija en Malta y en Inglaterra fases iniciales de los terraplenes circulares denominados henges, como el sitio de Stonehenge.
- Circa 3500 a. C.: El Romeral, en Antequera (España); también en el sudoeste de Irlanda, norte de Francia, Cerdeña, Sicilia, Malta, Bélgica y Alemania.
- Circa 3400 a. C.: en Irlanda, Holanda, Alemania, Dinamarca y Suecia.

### Calcolítico

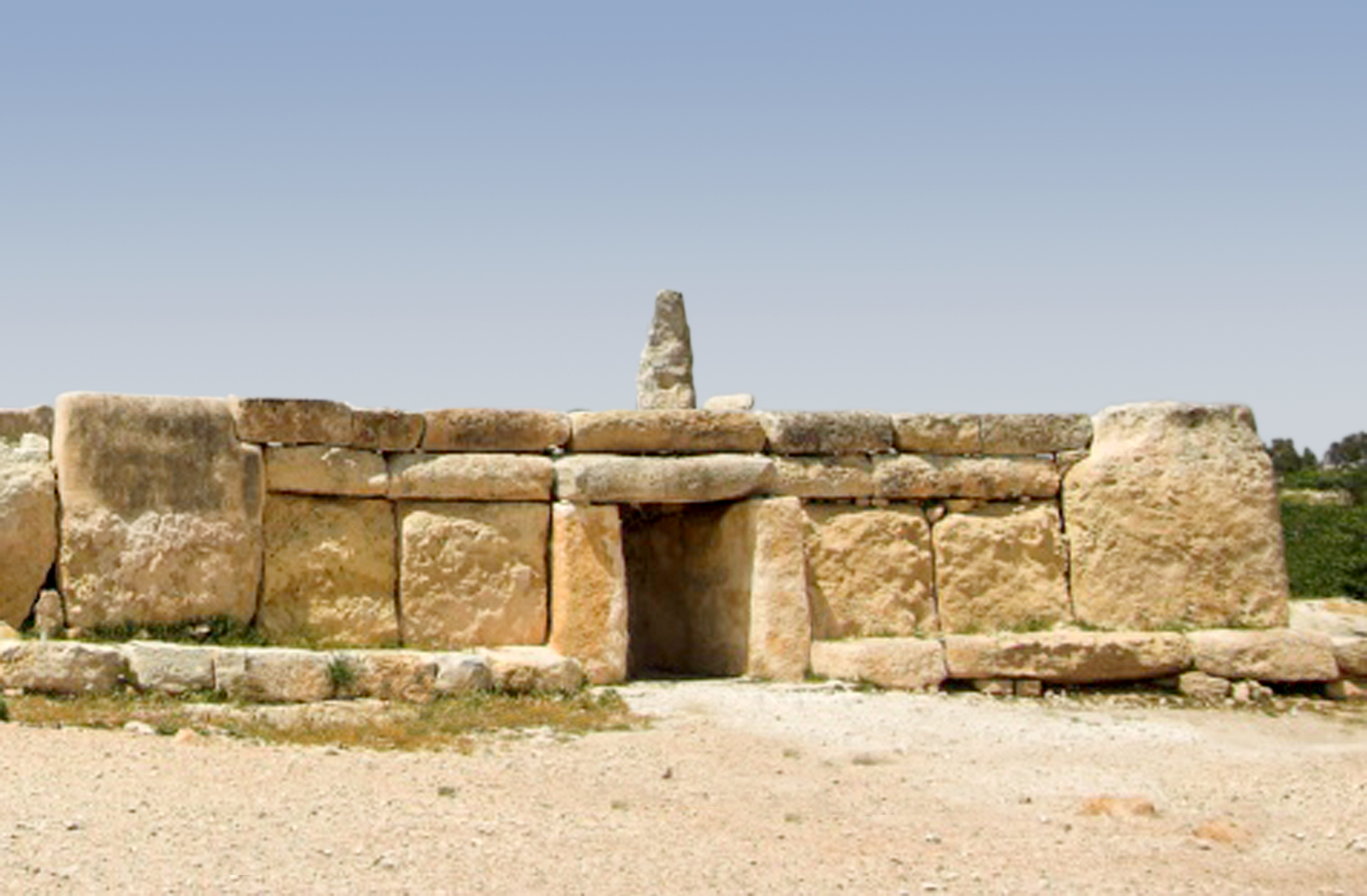
Fachada del principal templo megalítico de Hagar Qim, Malta.

- Circa 3200 a. C.: templo megalítico de Hagar Qim (Malta).
- Circa 3000 a. C.: construcciones en Los Millares (España), Francia, Sicilia, Bélgica, las islas Orcadas (Escocia), así como los primeros círculos (henges) en Inglaterra.
- Circa 2800 a. C.: punto álgido en Dinamarca y construcción del círculo de Stonehenge.
- Circa 2500 a. C.: clímax del megalitismo ligado al campaniforme en la península ibérica, Alemania y las islas británicas, con la construcción de centenares de pequeños círculos de piedra en estas últimas. Con el campaniforme se pasó en Europa del norte y central del Neolítico al Calcolítico (la Edad del Cobre).

### Edad del Bronce
- Circa 2000 a. C.: construcciones en Bretaña, Cerdeña, Italia y Escocia. El Calcolítico da paso a la Edad del Bronce en el oeste y norte de Europa.
- Circa 1800 a. C.: en Italia.
- Circa 1500 a. C.: en Portugal.
- Circa 1400 a. C.: enterramiento de Egtved Girl, en Dinamarca, cuyo cuerpo está muy bien conservado.

## Interpretaciones
El fenómeno megalítico solamente se puede explicar en el marco de los profundos cambios producidos a raíz de la progresiva neolitización del occidente europeo. Estos cambios, de carácter económico y social, fueron la consecuencia del paso de unas economías depredadoras, basadas en la caza y la recolección, a otras productoras, basadas en la agricultura y la ganadería. Así, las poblaciones afectadas comenzaron a considerar la tierra en la que vivían y de la que se nutrían como propia. La acumulación de excedentes y la necesidad de una organización mayor provocó la aparición de sociedades segmentarias (o tribus), y, posteriormente, las primeras jefaturas. Estas sociedades (más complejas que las bandas paleolíticas) fueron, bajo la tutela de los chamanes (que ejercían el poder espiritual y simbólico), las responsables de la construcción de tales obras.

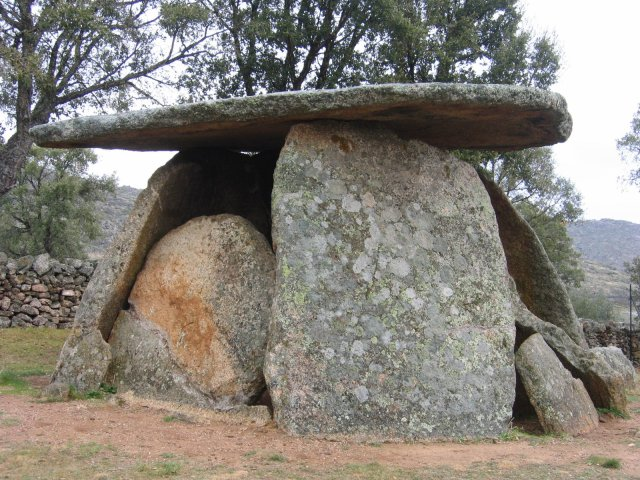
Dolmen del Mellizo, en Valencia de Alcántara (provincia de Cáceres, España).

Este proceso se puede observar al realizar una lectura sociológica de los enterramientos: los enterramientos colectivos sin claras diferenciaciones son interpretados como propios de sociedades segmentarias más o menos igualitarias y lideradas por grandes hombres (big man en inglés) mientras que los que registran agrupaciones y ajuares desiguales corresponderían a sociedades jerarquizadas dirigidas por un jefe.
Los monumentos megalíticos han sido interpretados como centros simbólicos y/o rituales de las poblaciones de su entorno, de las cuales hay muy pocos datos: unas pocas cabañas dispersas de madera o piedra, acumulaciones de sílex, fosas y hogares, son las evidencias halladas. La excepción la constituye el interesante poblado de Skara Brae, en las islas Orcadas (Escocia). También se han encontrado en el norte y noroeste de Europa ciertos recintos delimitados por fosos sucesivos, terraplenes y empalizadas, denominados campos atrincherados, enclosures en el sur de Gran Bretaña, que funcionarían, posiblemente, como espacios rituales complementarios de los megalitos.
A lo largo del tiempo el análisis de este fenómeno ha ido variando en función de las teorías predominantes en cada época:
- Interpretación migracionista, mayoritaria durante el siglo XIX: establecía que un único colectivo de inmigrantes era el responsable de la construcción de todos los megalitos.

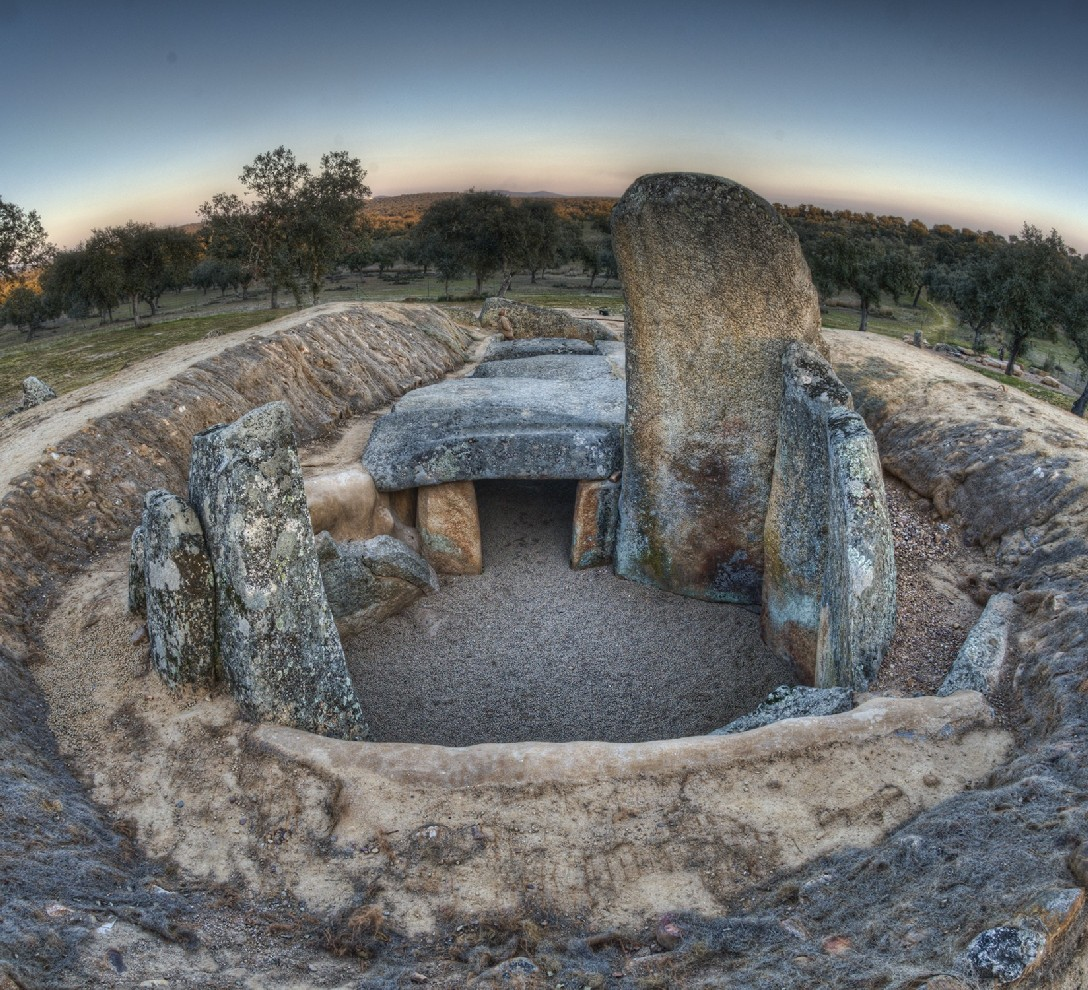
Dolmen del prado de Lácara (Badajoz), la mayor tumba de corredor de Extremadura

- Difusionista: matizaba a principios del siglo XX la anterior al atribuir a la influencia de los comerciantes del Mediterráneo oriental la difusión en Occidente de la ideología asociada al megalitismo.
- Procesual-funcionalista: al demostrarse que los megalitos occidentales eran más antiguos que muchos orientales, se buscó la explicación de cómo se produjo este desarrollo local mediante el análisis de los procesos y de sus funciones económico-sociales.
- Neomarxista: explica la utilización del ritual megalítico como un camuflaje de la posición de poder de unos pocos dentro del grupo.
- Postprocesual: enfatiza los aspectos simbólicos dentro de un contexto social concreto.[13]

Las distintas interpretaciones de sus funciones ideológicas giran alrededor de su utilización como elementos de equilibrio social, de delimitación territorial, de prestigio y/o de poder de la comunidad, remarcándose la identificación de sus constructores con la tierra en la que estaban enterrados sus antepasados, lo que les otorgaría el derecho a trabajarla. Con el fortalecimiento de las jefaturas y la consecuente jerarquización social, que coincide con el auge de la metalurgia, se fue cambiando hacia un modelo en el que primaba lo individual sobre lo colectivo: los megalitos dieron paso a los enterramientos individuales.
El megalitismo es obra de pueblos que aún no conocen la escritura ni las técnicas arquitectónicas avanzadas, como las que empezaban a practicar las civilizaciones contemporáneas de Mesopotamia o Egipto. No hay que olvidar que bastantes monumentos megalíticos son posteriores a la construcción de los zigurats mesopotámicos o las grandes pirámides egipcias.

## Megalitos como posibles observatorios astronómicos
Ciertos autores postulan que hay una conexión astronómica en muchos monumentos megalíticos. Consideran que Stonehenge pudo ser un observatorio y que su disposición (y la de muchos otros yacimientos) está orientada según los ciclos celestes. Prácticamente todos los dólmenes tienen el corredor alineado hacia el solsticio de invierno y los petroglifos circulares galaico-portugueses señalan este u otros acontecimientos anuales mediante la sombra que proyectaría un gnomon que se situara en su centro. Pero, aunque en el túmulo irlandés de Newgrange la implicación astronómica existe, los críticos de la arqueoastronomía dicen que ese primer y único caso conocido no debe ser extrapolado sin pruebas a otras construcciones.
Es cierto que las sociedades neolíticas poseían conocimientos astronómicos vinculados a los ciclos de siembra y recolección, y que estos podrían (o no) haberse visto reflejados en la construcción de megalitos. Pero esto distaría mucho de que utilizaran tales monumentos para una observación sistemática de los cielos, en el sentido moderno de observatorio. Por todo ello suele acusarse a los arqueoastrónomos de estar predispuestos a hallar implicaciones astronómicas en cualquier monumento, de que sus conclusiones no poseen una base sólida y de rozar la pseudociencia.